# Ныш
Ныш — село в Ногликском городском округе Сахалинской области России, в 40 км от районного центра.
Находится на берегу реки Тымь.

## История
Названо по одноимённой реке. Деревня Ныш Ногликского района была основана в 1931 году переселенцами из Астраханской области. До этого здесь было поселение нивхов. В тридцатых годах здесь был образован рыболовецкий колхоз. Работая в совхозах, переселенцы занимались рыболовством и животноводством. Совхоз построил для них деревянные бараки.  
1 января 1934 года в селе был организован совхоз «Ныш».

## Население
| 2002 | 2010 | 2013 | 2021 |
| ---- | ---- | ---- | ---- |
| 678  | ↘547 | ↘517 | ↘432 |

По переписи 2002 года население — 678 человек (324 мужчины, 354 женщины). Преобладающие национальности — русские (81 %), татары (19%).

## Транспорт
В нескольких километрах от села проходит железная дорога «Южно-Сахалинск — Ныш — Ноглики», на которой расположена станция Ныш.